# Dolicholobium nakiki
Dolicholobium nakiki är en måreväxtart som beskrevs av M.E. Jansen. Dolicholobium nakiki ingår i släktet Dolicholobium och familjen måreväxter. Inga underarter finns listade i Catalogue of Life.